# هانری وان ده ولده
هانری وان ده ولده (به هلندی: Henry van de Velde); ۳ آوریل ۱۸۶۳ – ۲۵ اکتبر ۱۹۵۷) یک معمار، طراح، نقاش، و استاد دانشگاه اهل بلژیک بود وی به عنوان یکی از معماران مشهور سبک بین‌المللی شناخته می‌شود. همچنین او در کنار ویکتور اورتا و پل هنکر نهضت هنر نو را در بلژیک پایه‌گذاری کرد.

## مدرنیسم
او به کار خود در حوزه معماری و طراحی ادامه داد و در ادامه از فاز هنر نو خارج شد که تا سال ۱۹۱۰ رو به افول گذاشته بود. طی این دوره او استاد کسانی چون ویکتور بورژوا بود. در سال ۱۹۳۳ او وظیفه طراحی ساختمان تازه ای برای کتابخانه دانشگاه را برعهده گرفت. اگرچه کار ساخت طرح او در سال ۱۹۳۶ آغاز شد اما تا پایان جنگ جهانی دوم تکمیل نشد. به دلایل مالی ساخت نهایی کاملاً با طرح اصلی مطابقت ننداشت.

## مرگ
او در سن ۹۴ سالگی در زوریخ از دنیا رفت.

## نگارخانه

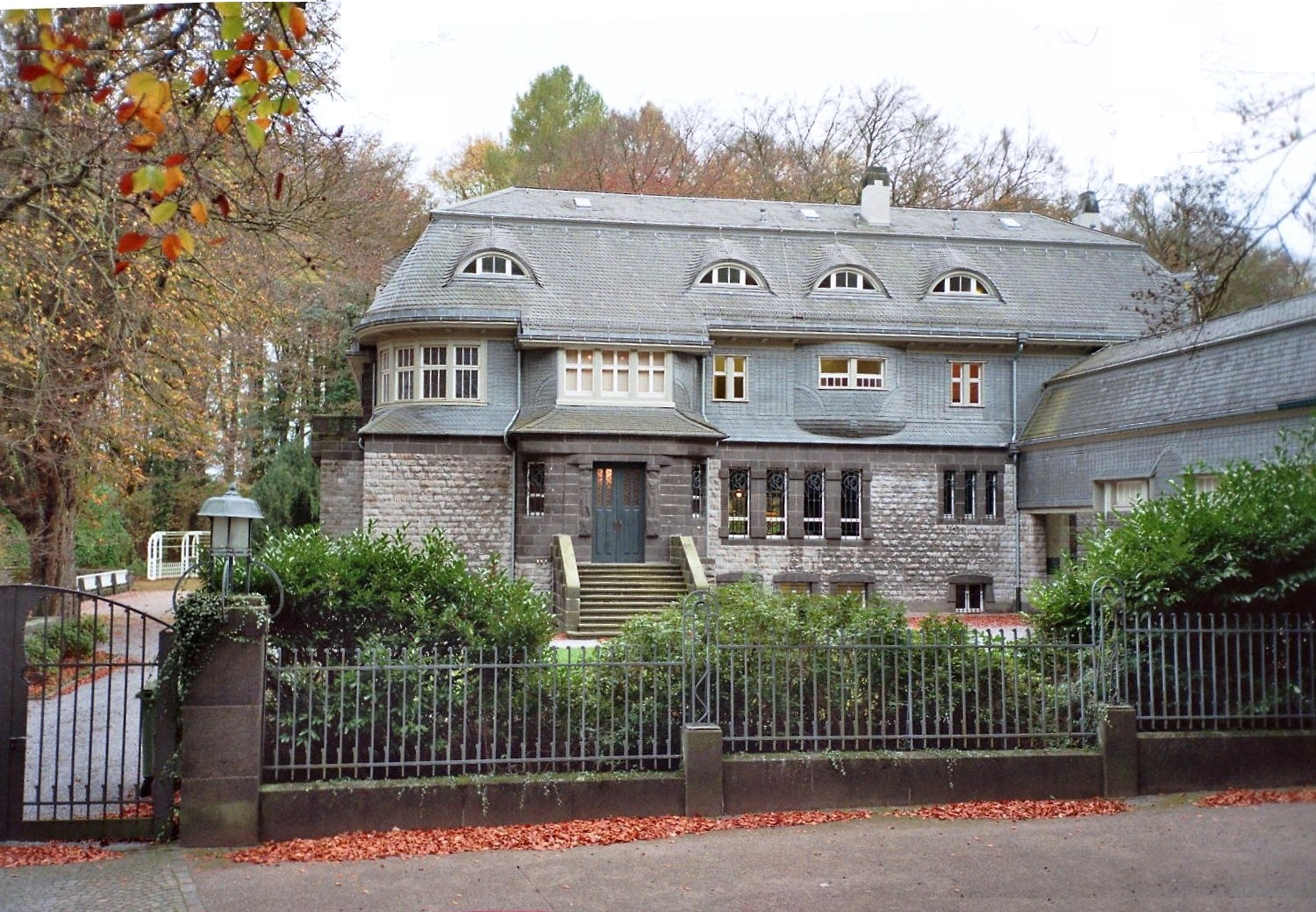
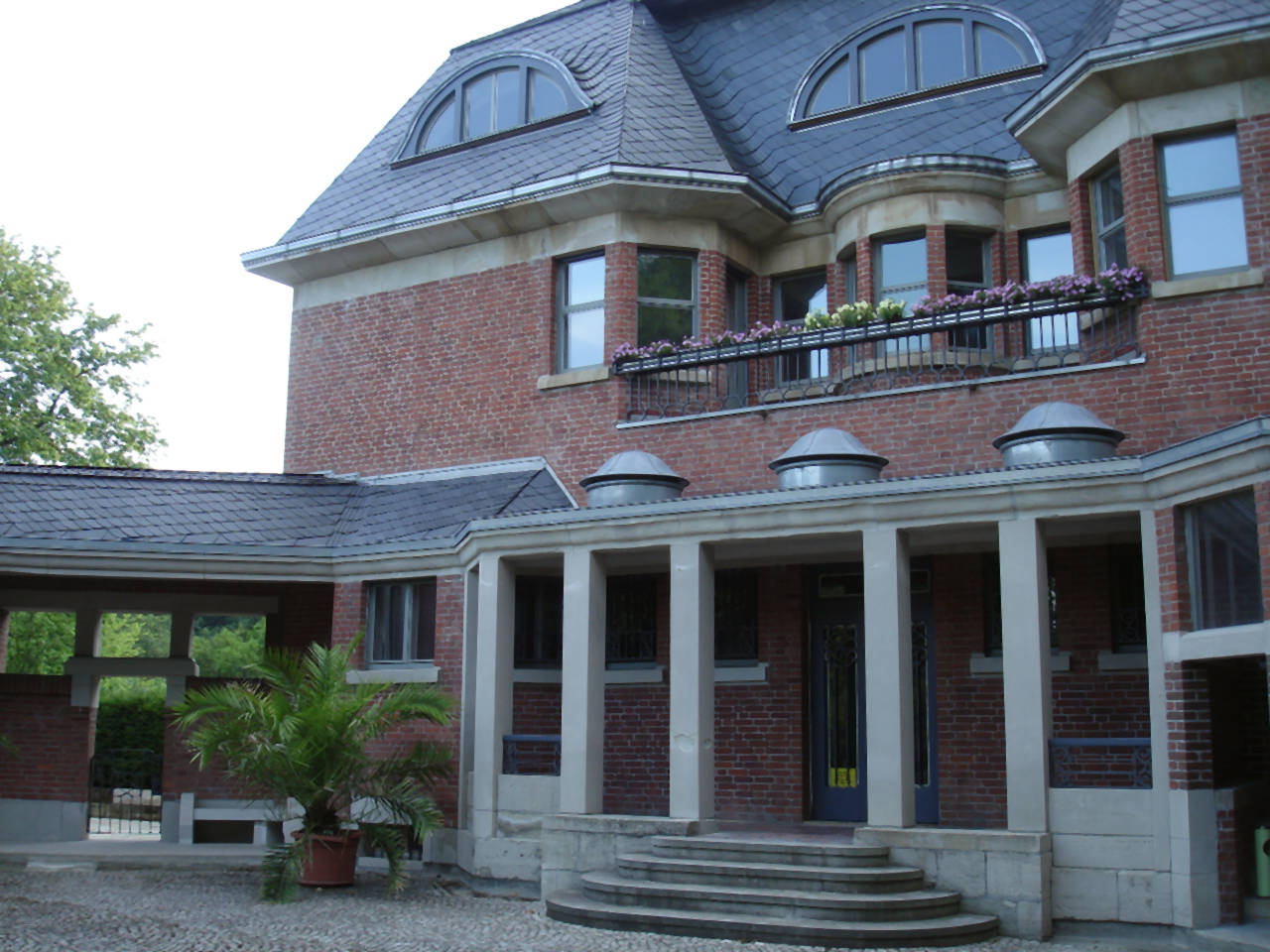
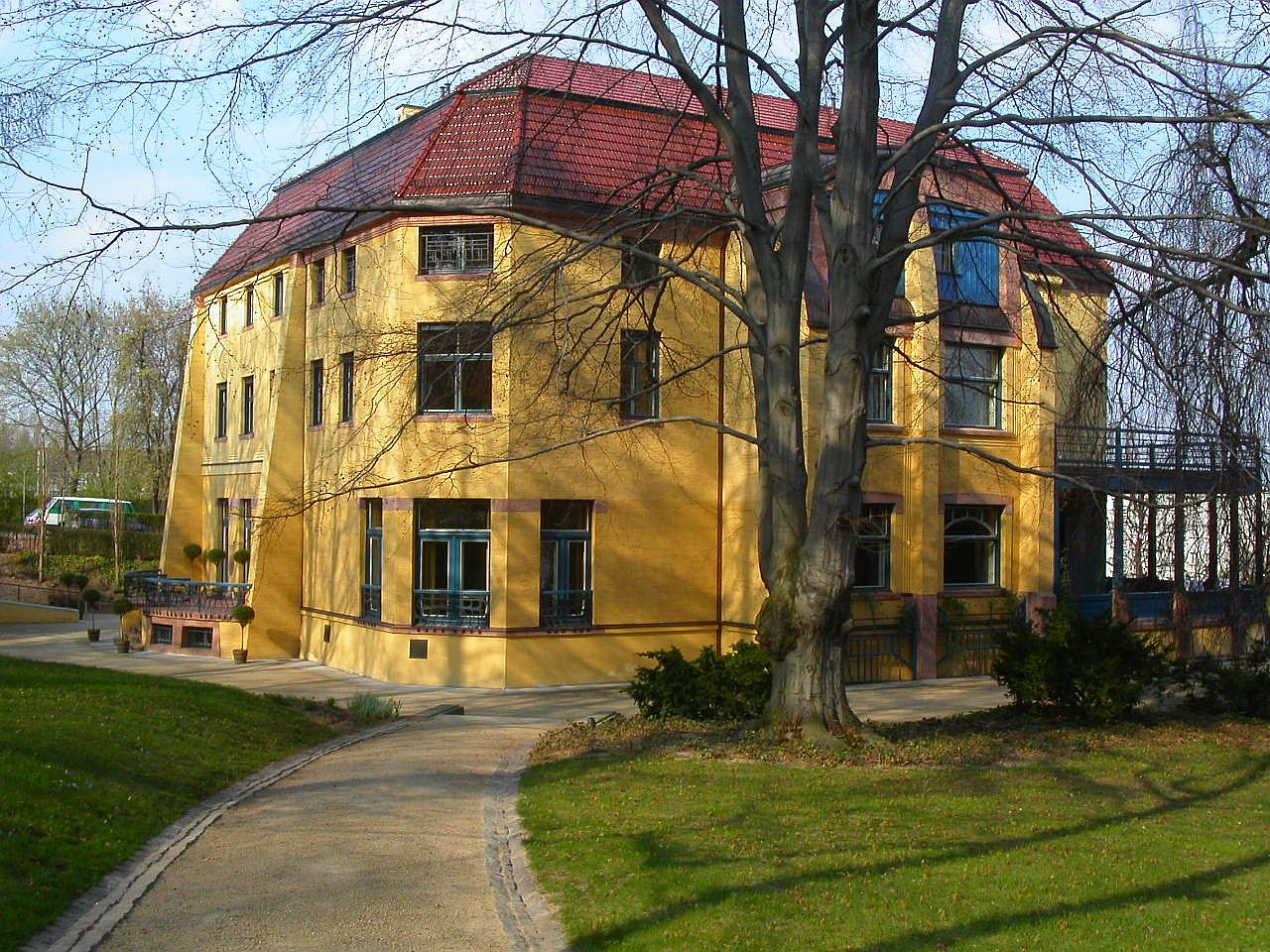
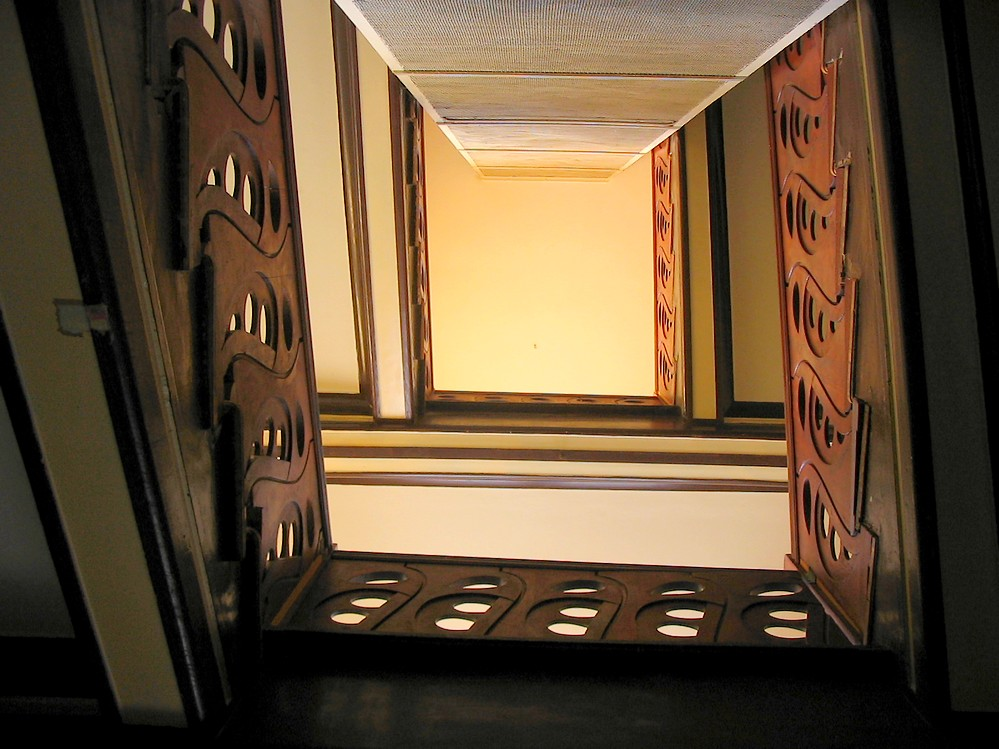
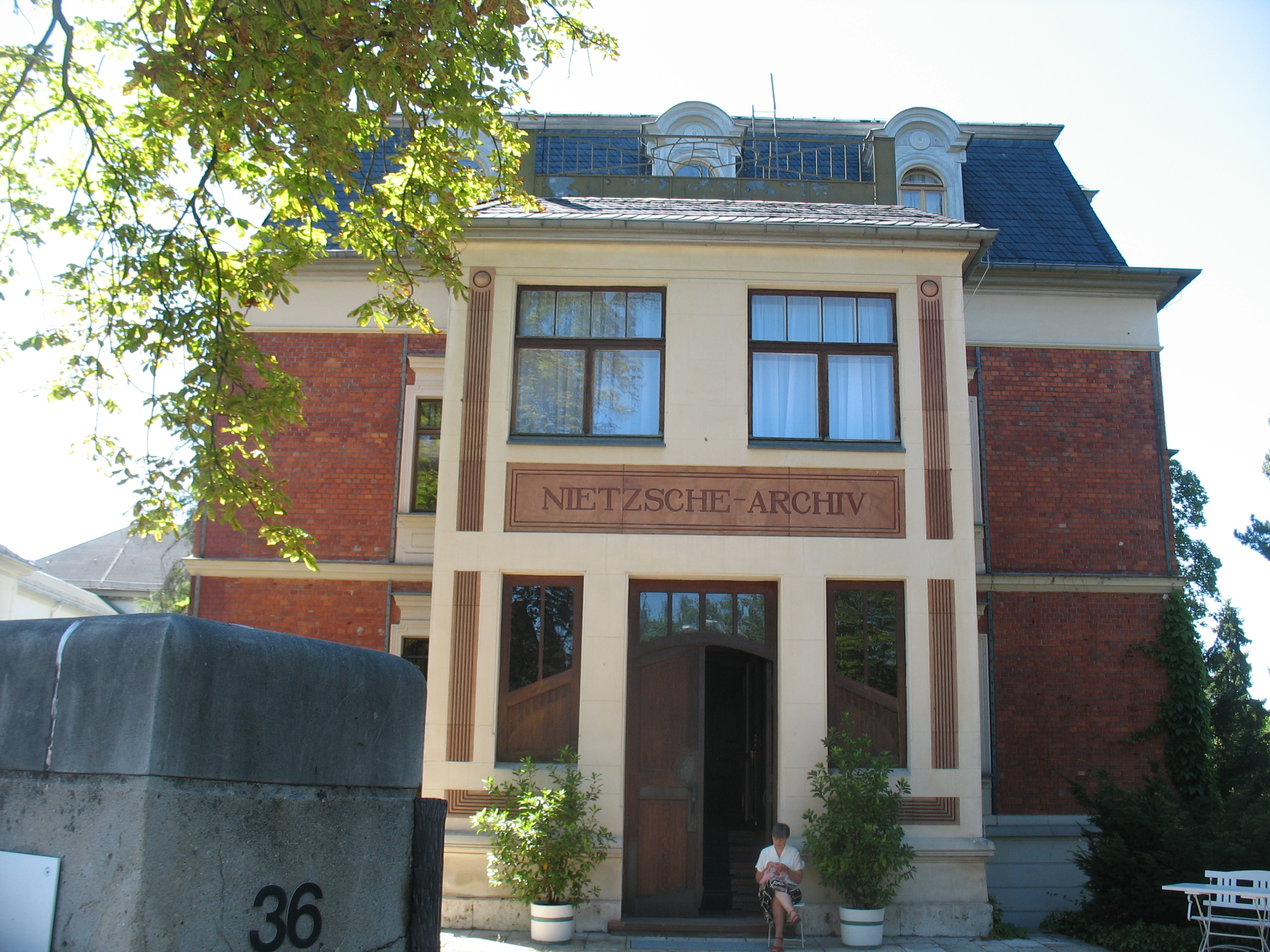
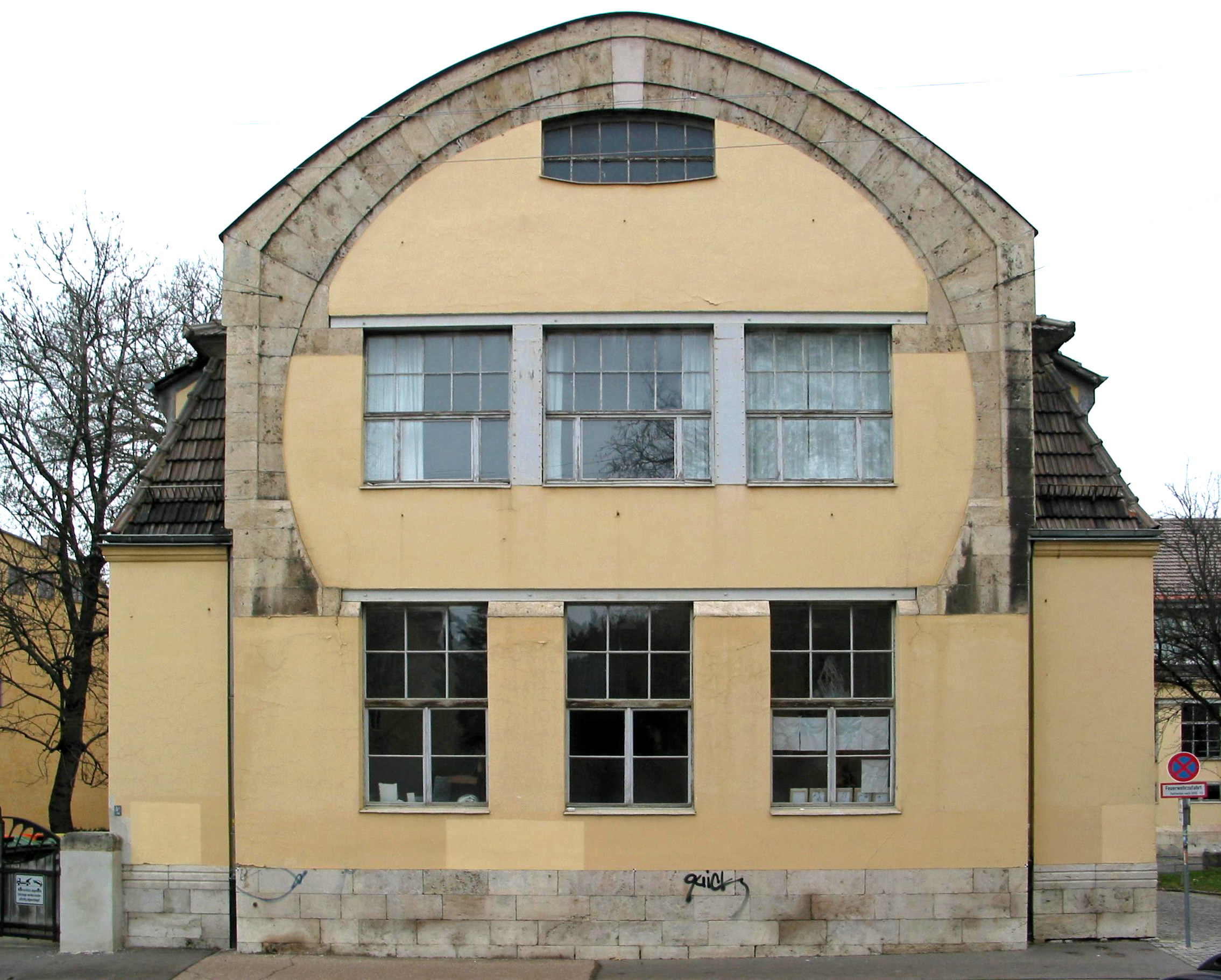
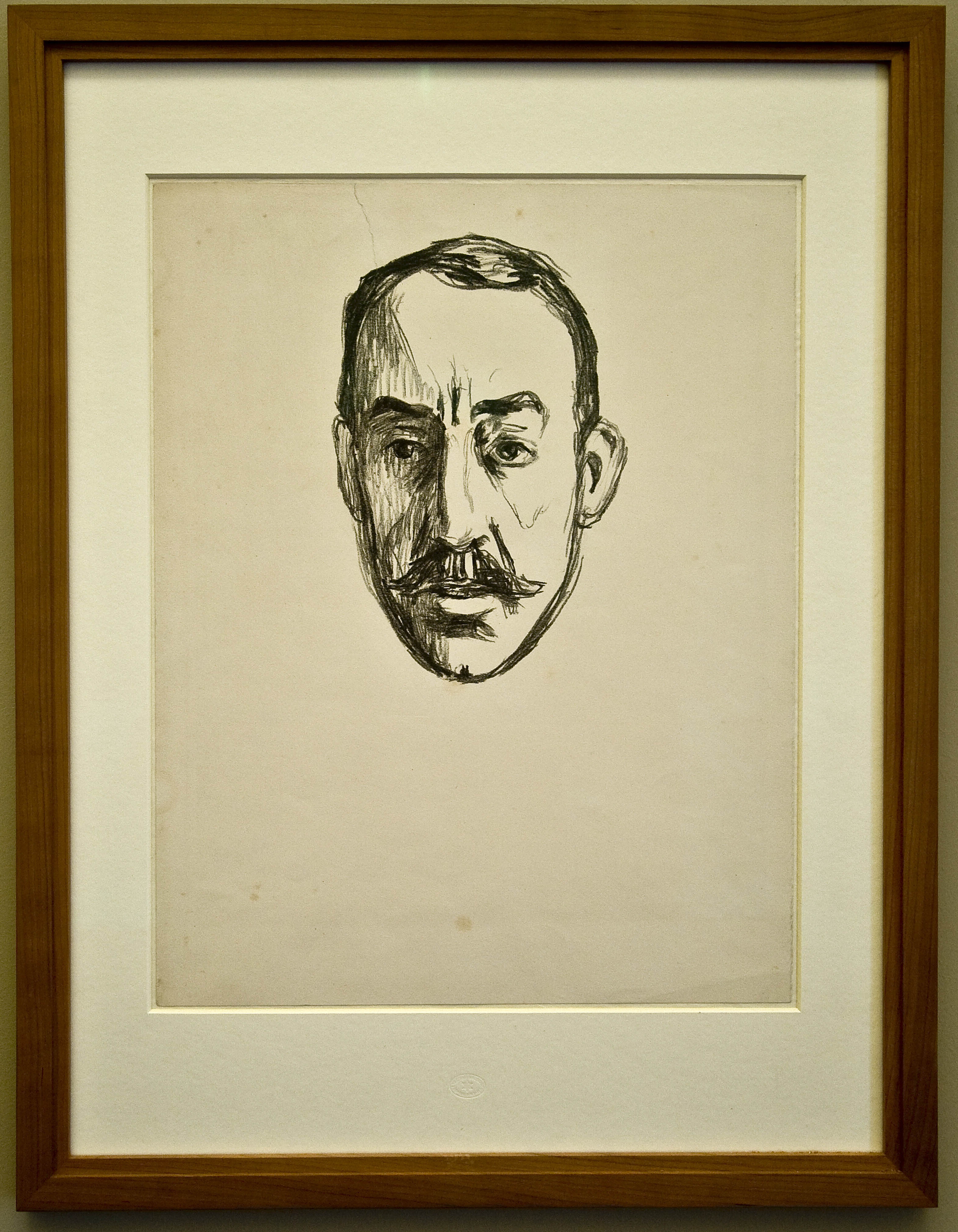